# Anno 1800
Anno 1800 ist ein Aufbauspiel, das vom deutschen Entwicklerstudio Ubisoft Blue Byte Mainz (ehemals Related Designs) entwickelt und vom französischen Publisher Ubisoft veröffentlicht wurde. Anno 1800 ist der siebte Teil der Anno-Reihe, Nachfolger des 2015 erschienenen Anno 2205 und Vorgänger des im Juni 2024 angekündigten Anno 117. Anno 1800 erschien im April 2019 zunächst für Windows-PC, im März 2023 auch für PlayStation 5 und Xbox Series.
Anno 1800 spielt in der Zeit der industriellen Revolution im 19. Jahrhundert. Vor allem in späteren Spielphasen profitiert der Spieler erstmals in einem Anno-Teil, der in der Vergangenheit spielt, vom Maschinenbau, von selbst erzeugter Elektrizität und von motorisierten Schiffen. Nach den futuristischen Spielen Anno 2205 und Anno 2070 spielt dieser Teil der Reihe zur beginnenden Spätphase der Kolonialzeit.

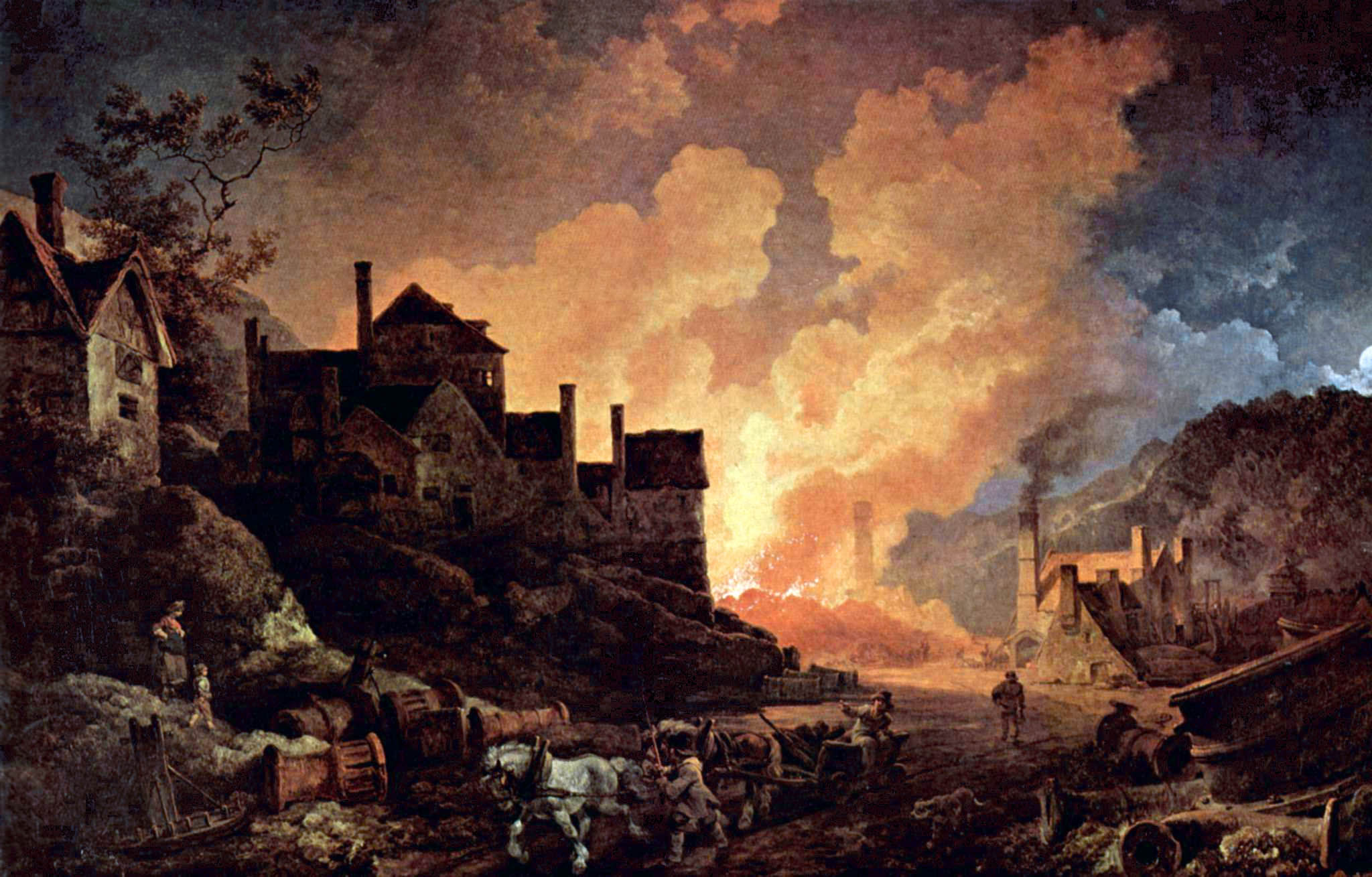
Coalbrookdale by Night. Ölgemälde von Philipp Jakob Loutherbourg d. J. aus dem Jahr 1801. Coalbrookdale gilt als eine der Geburtsstätten der industriellen Revolution, da hier der erste mit Koks gefeuerte Hochofen betrieben wurde. Das Bild beeinflusste unter anderem die visuelle Gestaltung der Expeditionen im Spiel.

## Spielprinzip
Ein Spiel kann in Anno 1800 auf zwei Arten begonnen werden: als Kampagne, die am Ende in ein freies Spiel übergeht oder als freies Spiel ohne eine einleitende Kampagne und mit benutzerdefinierten Einstellungen für Gegner, Spielwelt, Spiel- und Siegbedingungen.
Zentrales Ziel bei Anno 1800 besteht in der Gründung und dem Ausbau eines Inselreichs, das aus mehreren Siedlungen besteht, deren Bevölkerung sich zu der ihr höchstmöglichen Zivilisationsstufe entwickeln, indem ihre Bedürfnisse befriedigt werden. Dafür müssen Produktionsketten geschaffen werden, für welche die Inseln verschiedene Voraussetzungen bieten. Nur bestimmte Rohstoffe kommen auf verschieden großen Inseln in bestimmter Zahl vor, sodass der Schiffsgüterverkehr zwischen den Inseln unumgänglich ist. Ebenso werden Zwischenwaren in verschiedenen Produktionsverhältnissen und Mengen zueinander gefertigt. All diese Bedingungen stellen an den Spieler die Herausforderung, die optimale Platzverteilung zwischen Warenwirtschaftskreisläufen und der Bevölkerung zu finden.
Erstmals in einem Anno-Spiel benötigen die Betriebe auf den Inseln die Arbeitskraft der ortsansässigen Bevölkerung, die ihrerseits wiederum versorgt werden möchte. Dabei sind Betriebe auf Arbeitskräfte unterschiedlicher Bevölkerungsstufen angewiesen, welche auf den Inseln nur durch die Erfüllung ihrer Bedürfnisse angesiedelt werden können. Im späteren Spiel, vor allem bei entsprechend großer Ausdehnung des Inselreichs, steht dem Spieler der Pendlerkai zur Verfügung, mit dem Arbeitskräfte in einer Inselwelt zwischen den Inseln pendeln und damit sämtliche Arbeitskräfte aller Stufen allen Inseln, die einen solchen Kai besitzen, zur Verfügung stehen.
Der diplomatische, wirtschaftliche und militärische Umgang mit Kontrahenten, von denen in allen Schwierigkeitsstufen mehrere verschieden starke Computerspieler zur Auswahl zur Verfügung stehen und die auch im Vorfeld eines freien Spiels selbst festgelegt werden können, gehört zum Wesenskern der Spielserie.
Die Spielwelt des Hauptspiels teilt sich in die Alte Welt, in welcher der Spieler beginnt, und in die, an die Karibik angelehnte, Neue Welt, aus welcher Kolonialwaren eingeführt werden, um die Bedürfnisse einer höher entwickelten Bevölkerung zu befriedigen. Neben den Computerspielern, die eigene Inselreiche aufbauen, existieren andere Spielparteien, die bestimmte Waren nachfragen und Handel mit dem eigenen Inselreich treiben, sowie Quests anbieten. Piraten gehören in der Alten und in der Neuen Welt zur Plage der Meere, mit denen bei Abschluss eines entsprechenden Vertrags auch Handel getrieben werden kann.
Alle Spieler, die eine Kriegsflotte unterhalten können, bieten auch Möglichkeiten zur diplomatischen Interaktion, etwa mit Schmeichelei, Geschenken, Forderungen, Beleidigungen sowie handfesten Verträgen wie Waffenstillstand, Kriegserklärungen, Friedensverträgen, Handelsprivilegien und Allianzen. Je nach „Charakter“ des Mitspielers beeinflussen eigene Spielaktionen, wie etwa Überstunden, Zeitungspropaganda, verschiedene Spielfortschritte oder die Erfüllung von Aufträgen die Meinung der Mitspieler über den Spieler und, daraus folgend, auch die Stabilität der zuvor geknüpften Beziehungen. Von Inseln aller Mitspieler können alle Spieler Anteile erwerben und so an der Bilanz des Konkurrenten teilhaben. Besitzt ein Spieler alle Anteile an einer Insel, hat er die Möglichkeit, die Insel zu übernehmen. Hierdurch bietet sich eine nicht-militärische Möglichkeit, Inseln von Konkurrenten einzunehmen, auch wenn der Spieler bei einigen Mitspielern nach der Übernahme auf eine militärische Antwort vorbereitet sein sollte. Schwächere Mitspieler fragen den Spieler meistens vor der Besiedelung einer neuen Insel.
Das Spiel kann durch militärische Unterlegenheit oder durch die Übernahme aller eigenen Inseln durch Mitspieler, sowie durch hohe Schulden auch ohne eine Siegbedingung in einer Niederlage enden.

### Besonderheiten inAnno 1800

#### Einfluss
Mit Zeitungspropaganda kann das Verhalten der Bevölkerung beeinflusst werden, wobei bei anhaltender Propaganda die Wahrscheinlichkeit von Aufständen steigt. Verfügbare Möglichkeiten der Massenkontrolle sind etwa die Senkung des Konsumgüterverbrauchs, die Erhöhung der Verteidigungsbereitschaft, der Arbeitsnorm, der Widerstandsfähigkeit gegen eine Invasion, der Angriffsgeschwindigkeit oder die Erhebung einer Verbrauchssteuer. Diese und andere Aktionen im Spiel erfordern den Einsatz von Einflusspunkten, die sich aus der Menge der Bevölkerung auf der einen Seite und der Menge von angesiedelten Investoren auf der anderen Seite speisen, und sie generieren Boni, die den Spieler bis zur nächsten Zeitungsausgabe begünstigen, jedoch kann der exzessive Einsatz von Propaganda auf Dauer die Zufriedenheit der Bevölkerung senken.

#### Attraktivität

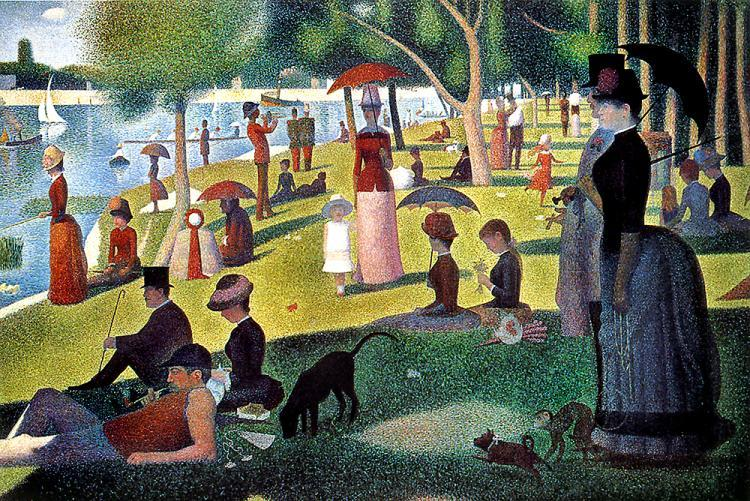
Ein Sonntagnachmittag auf der Insel La Grande Jatte (1884–1886) von Georges Seurat ist ein weiteres Gemälde, welches das Spieldesign beeinflusste. Mit höherer Attraktivität der Insel lässt sich der Tourismus steigern, der Spielvorteile generiert.

Den „Schönbauer-Spielern“, die es seit der Einführung von Schmuckornamenten in die Anno-Reihe gibt und die ein fester Bestandteil der Anno-Spielcommunity sind, ist es erstmals möglich, durch ihre Spielweise Spielvorteile zu erhalten. Das neu eingeführte Attraktivitätssystem bewertet die Attraktivität einer Stadt nach den positiven Kriterien Kultur, Natur und Festivität sowie den negativen Kriterien Unorte, Umweltverschmutzung und Instabilität.
- Kultur gewinnt der Spieler durch den Bau von Theatern, dem Zoo, dem Botanischen Garten (Botanica-DLC) und dem Museum und durch Ausstellungen, sowie, in geringerem Maße, durch den Bau von Ornamenten. Die Spitze der Entwicklung bildet den Bau der Weltausstellung, die auf jeder Insel möglich ist und weitere Spielboni generiert.
- Natur generiert sich durch die Menge unberührter Natur auf einer Insel, die nicht durch Gebäude oder Straßen zurückgedrängt wurde. Demgemäß wird dieser Attraktivitätswert im Verlauf des Spiels und der Inselentwicklung weniger, erreicht aber auch bei einer unberührten Insel nicht die Werte, die mit hochentwickelter Kultur zu erreichen wären.
- Festivität ist ein temporärer Attraktivitätswert, der durch Stadtfeste erzeugt wird. Stadtfeste feiern die Einwohner auf ihren Inseln, wenn sie längere Zeit zufrieden sind und die meisten ihrer Bedürfnisse erfüllt werden.
- Unorte sind Orte, die von Schönbauern und Touristen eher gemieden werden. Hierzu zählen alle Orte der Schweinezucht und Schweinefleischverarbeitung, sowie andere vorstellbar geräusch- oder geruchsbelästigende Stätten der Produktion. Ruinen, die durch Brände, Aufstände, Krankheiten oder Vernachlässigungen (z. B. Häuser mit keiner Straße verbunden, Einwohner nicht mit Gütern u. ä. versorgt) entstehen, können den Attraktivitätswert erheblich negativ beeinflussen.
- Umweltverschmutzung entsteht durch die auf einer Insel platzierte Schwerindustrie. Für den Spielfortschritt ist sie mittelfristig ein notwendiges Übel, daher sind Inseln, auf denen Schwerindustrie betrieben wird, auf längere Sicht keine begehrenswerten Orte.
- Instabilität ist ein temporärer Attraktivitätswert, der durch Aufstände, Brände oder eine Hafenbelagerung ausgelöst wird. Sie erzeugt gelegentlich Ruinen als Unorte. Aufstände entstehen durch Überstunden, die der Bevölkerung abverlangt werden können, sowie durch den übermäßigen Einsatz von Zeitungspropaganda. Sie können von der Polizei niedergeschlagen werden. Brände entstehen vor allem in den Häusern unterer Bevölkerungsstufen sowie in Produktionsstätten, bei denen Feuer oder Alkohol eine Rolle spielt. Sie werden von der Feuerwehr gelöscht. Hafenbelagerungen müssen durch eine Kampfflotte oder durch Verteidigungsgebäude, z. B. Kanonentürme oder Scharfschützentürme, abgewehrt werden. Letztere benötigen jedoch etwas Zeit, bevor sie einsatzfähig sind, wodurch eine Kriegsvorbereitung notwendig ist und die Gebäude vor dem Angriff gebaut werden müssen.

Die Bewertung der Attraktivität einer Stadt führt zu einer dem Reiseprospekt ähnlichen Beschreibung der Stadt als Kurort und ist – durch die Anlage eines Besucherkais – in der Lage, Touristen anzuziehen, unter welchen sich regelmäßig auch besondere Neubürger als Items befinden, die in den Bonusgebäuden für Produktion (Handelskammer), Logistik (Hafenmeisterei) und Verwaltung (Rathaus) eingesetzt werden können, um die örtlichen Verhältnisse durch ihre Fähigkeiten zu verbessern. Außerdem generiert Tourismus ein stetiges Zusatzeinkommen.

#### Expeditionen
Um Items, Einfluss oder den Zugang zu neuen Regionen zu erhalten, kann der Spieler jeweils eines seiner Schiffe auf eine Expedition vorbereiten und entsenden. Das ausgewählte Schiff fehlt dem Spiel bis zu seiner Rückkehr. Bei jeder Episode der Expedition wird der Spieler durch eine dem Textadventure ähnliche Kurzgeschichte manövriert, die je nach Glück des Spielers und Vorbereitung der Expedition mit der folgenlosen Weiterfahrt oder einem erheblichen Moralverlust der Mannschaft endet. In einigen Episoden lassen sich ebenfalls zusätzliche Items gewinnen, oder im Falle des Missgeschicks auch Ladung verlieren. Ohne Proviant ist jede Expedition dazu verurteilt, unverrichteter Dinge wieder heimzukehren.

### Mehrspielermodus
Zusätzlich zu den Spielmodi für Einzelspieler gibt es in Anno 1800 einen Mehrspieler- beziehungsweise kooperativen Spielmodus. Im Koop-Modus können bis zu vier Spieler gleichzeitig eine Fraktion steuern. Der Mehrspielermodus ermöglicht vier Teams mit jeweils bis zu vier Spielern gegeneinander anzutreten.

## Erweiterungen
Bereits im Vorfeld der Veröffentlichung wurde der Anarchist-DLC für das Jahr 2019 angekündigt, der das Spiel mit neuen Inhalten in Form von Aufträgen, Gegenständen und mehr Personalisierungsmöglichkeiten erweitert.
Am 15. April 2019 kündigte BlueByte auf der Anno Union umfangreiche Post-Launch Spielinhalte an, darunter die drei DLCs Gesunkene Schätze, Botanica und Die Passage sowie kosmetische Gegenstände. Die drei Erweiterungen erweitern das Spiel um neue Sitzungen in Europa sowie der Arktis, einen botanischen Garten und Ornamente. Zugleich wurde angekündigt, das Spiel fortlaufend mit neuen Gebäuden und Features zu versorgen, um damit auf das Feedback innerhalb der Anno Union einzugehen. Der Season Pass 1 bündelt alle drei Erweiterungen und schaltet weitere Personalisierungsmöglichkeiten frei. Der Anarchist-DLC ist kein Inhalt des Season Passes 1. Inhalt des Season Passes 2 sind Paläste der Macht, Reiche Ernte und Land der Löwen. Der Season Pass 3 enthält die bereits veröffentlichten Erweiterungen Speicherstadt und Reisezeit, sowie Dächer der Stadt.
In den DLCs werden sowohl neue Ideen, als auch Ideen aus früheren Spielen der Anno-Reihe in Anno 1800 eingeführt.

### Season Pass 1
Das Spiel wird mit Gesunkene Schätze um eine weitere Inselwelt erweitert, deren größte Landmasse das Kap Trelawney darstellt, um welches das Königreich der Königin mit dem Herrscher von La Corona kämpfte. La Corona verlor die Schlacht, bei der aber das Zepter des Königreiches verlorenging, dem der Spieler untertan ist. Mit Hilfe des Alten Nate und dem in diesem DLC eingeführten Taucherglockenboot soll das Zepter wiedergefunden und restauriert werden, um den Anspruch des Reiches auf das Kap zu erneuern. Mit einer Siedlung auf dem Kap Trelawney kann der Spieler die größte aller Anno-Siedlungen im Spiel schaffen, einschließlich aller Boni und Versorgungsprobleme, die mit so einer großen Siedlung verbunden sind. Abgesehen von den Südsee-Importwaren bietet die das Kap selbst, aber auch alle ihm vorgelagerten Inseln, alle für die Entwicklung einer Siedlung benötigten Rohstoffe. Als Spielerweiterung lässt sich in dieser Inselwelt nach „Schätzen“ suchen, aus denen mit Hilfe des Alten Nate Items hergestellt werden können.
Dem Spiel wird in Die Passage eine arktische Inselwelt hinzugefügt, wie es schon eine in Anno 2205 gab. Lady Faithful sucht nach ihrem Gatten, der auf einer Arktis-Expedition verschollen war. Das DLC erweitert das Spiel um zwei neue Siedlertypen, dem aus dem Vorgänger bekannten Heizungssystem sowie einem Luftschiffsystem, mit dem Güter zwischen den Kontinenten bewegt werden können. Einige der Inseln sind ausschließlich über Luftschiffe zu entwickeln, da sie in großer Höhe liegen und keine Küstenlinie haben. Der Alte Nate aus dem DLC Gesunkene Schätze bietet auch in der Arktis dem Spieler Gelegenheit zur Schatzsuche. Die Arktis bietet als Erweiterung dem Hauptspiel produktivere Goldminen und Jagdgebiete, sowie die technische Möglichkeit, Siedlungen mit Erdgas statt Erdöl elektrisch zu versorgen, sodass Zugverbindungen zwischen den Elektrizitätswerken unnötig werden.
Die Erweiterung Botanica ergänzt das Spiel um den Botanischen Garten sowie eine Sammlung von 59 Pflanzenarten zur Ausstellung, zahlreichen Ornamenten und einem Musikpavillon, der für alle modularen Kulturgebäude zur Verfügung steht und den der Spieler mit Items bestücken kann, durch die der Pavillon Streichorchester-Variationen von Spielmusiken früherer Anno-Spiele zu Gehör bringt. Alle neuen Bauten haben eine Auswirkung auf die Attraktivität einer Siedlung.

### Season Pass 2
Dem Spiel wird mit der Erweiterung Land der Löwen eine dem äquatorialen Wüstenklima nachempfundene Inselwelt hinzugefügt. Kaiser Ketema und sein Reich Enbesa, welches an das Kaiserreich Abessinien angelehnt ist, sollen durch die Hilfe des Spielers zu alter Größe wiederfinden. Die Entscheidungen, die der Spieler in den Geschichten dieser Inselwelt trifft, legen Boni für die Inselwelt fest, die für das restliche Spiel bestehen bleiben. Die meisten Güter, die in dieser Inselwelt produziert werden, sind für das restliche Spiel nicht von Relevanz. Enbesa erweitert das Hauptspiel um die Möglichkeit, regelmäßig zusätzliche Ausstellungsobjekte für den Zoo, den Botanischen Garten (mit Botanica-DLC) und das Museum zu finden.
Die Erweiterung Reiche Ernte wurde eingeführt, da Stimmen aus der Anno Union der Ansicht waren, dass die Idee der industriellen Revolution in Anno 1800 nicht konsequent zu Ende gedacht wurde. Das DLC führt Landmaschinen ein, mit denen Landbetriebe unter geringerem Personalaufwand eine größere Landfläche bewirtschaften können, sofern ihnen Benzin aus einem Tankhof zur Verfügung steht. Außerdem können Viehbetriebe mit Silos erweitert werden, wodurch sich ihre Produktivität unter dem zusätzlichen Einsatz von Getreide verdoppelt.
Die Erweiterung Paläste der Macht führt einen Palast ein und erweitert ihn gegenüber den Entsprechungen aus vorangegangenen Teilen der Anno-Reihe um die Möglichkeit, in den Palastflügeln Politiken in den Bereichen Arbeit, Kultur, Handel, Wohlfahrt und Verwaltung festzulegen, die das Spiel beeinflussen. Pro Spiel kann nur ein Palast errichtet werden, jedoch besteht die Möglichkeit, auf jeder anderen Inseln ein Regionalministerium zu bauen, welches nicht-modular ist und in dem man jeweils eines der oben genannten Ressorts einrichten kann.

### Season Pass 3
Die Erweiterung Speicherstadt ermöglicht die Errichtung einer Speicherstadt an einem Küstenstreifen, bestehend aus mehreren Flügeln und Gebäuden, die Funktionen für Insel, Handel und die Schifffahrt erfüllen. Die Speicherstadt bietet nach ihrer Fertigstellung die Möglichkeit, mit weltweiten „Großunternehmen“ Güter zu handeln, wobei fortgesetzter Handel auch die eigenen Handelsmöglichkeiten verbessert.
Die Erweiterung Dächer der Stadt erlaubt es dem Spieler, seine entwickelten Städte in den beiden höchsten Zivilisationsstufen durch den Bau von Hochhäusern noch weiter in die Höhe zu bauen. Hochhäuser bieten neue logistische Herausforderungen, da sie im Vergleich zu normalen Wohngebäuden Unterhalt kosten, durch die man stärker darauf achten muss die Bedürfnisse der Bewohner zu erfüllen, da der Besitz von Wolkenkratzern sonst schnell unwirtschaftlich werden kann. Die Bewohner der Wolkenkratzer haben mehr und komplizierter zu erfüllende Bedürfnisse als die Standesgenossen in den normalen Gebäuden, was die Versorgung komplexer macht. Als Höhepunkt der Erweiterung wird ein Monument eingeführt, der Skyline-Tower, ein Wolkenkratzer, der von mehr Leuten bewohnt werden kann als die übrigen Wolkenkratzer.
Die Erweiterung Reisezeit bietet die Möglichkeit einer neuen Einwohnerstufe in der Alten Welt, die Touristen. Grundvoraussetzungen sind 500 Ingenieure und ein ausgebauter Besucherhafen. Danach erscheinen dann Touristen mit zahlreichen neuen Forderungen und zehn neuen Gebäuden, wie Restaurants und Cafés. Außerdem wird auch ein Verkehrssystem aus Buslinien eingeführt, durch den Besucherhafen, Hotels und Sehenswürdigkeiten miteinander verbunden werden. Als Sehenswürdigkeiten zählen die modularen Kulturgebäude wie Zoo und Museum, aber auch die Weltausstellung, der Palast oder die Speicherstadt. Als Krönung des DLCs wird ein neues Monument eingeführt, der Eiserne Turm, der optisch an den Eiffelturm erinnert, und der ein besonderes Restaurant beherbergt, durch den spezielle Boni für die Bevölkerung erzeugt werden.

### Season Pass 4
Ende des Jahres 2021 wurde ein vierter Season Pass angekündigt, der wiederum drei inhaltliche Updates enthalten wird. Erste Details dazu wurden Ende März 2022 im Rahmen eines Livestreams vorgestellt. Im Rahmen der Ankündigung wurde zudem allen Spielern erstmals ein Szenario mit dem Namen Eden am Ende als kostenloses Update zur Verfügung gestellt.
Die Erweiterung Keim der Hoffnung wurde als erster DLC der Erweiterungswelle am 12. April 2022 veröffentlicht und soll den Agrarsektor in der Neuen Welt stärken. Dort kann nun eine Hacienda errichtet werden, die den Anbau von Rohstoffen ermöglicht, die zuvor importiert werden mussten, sowie andere Produktionen in seinem Einflussradius verbessert. Zudem können dort auch effizientere Wohneinheiten errichtet werden. Farmen können durch die Produktion von Dünger optimiert werden. Inhalt der Erweiterung ist zudem das Szenario Der silberne Käfig, bei dem man als Vasco Oliveira spielt, dem Gegenspieler aus Gesunkene Schätze, welcher als Strafe für sein Versagen bei der Beschaffung des Kapaun-Zepters in eine entlegene und unwirtliche Kolonie von La Corona verbannt wurde. Ziel des Szenarios ist es, eine florierende Produktion von Silbermünzen aufzubauen und die Produktionsvorgaben zu erfüllen. Erfüllt man dieses Ziel, wird die Verbannung aufgehoben und Vasco Oliveira erhält seine Titel und Würden zurück.
Die zweite Erweiterung Reich der Lüfte etabliert ein Luftschiffsystem in der neuen Welt, mit dem das logistische Netzwerk durch Luftfahrt gestärkt werden kann. Zudem wurde ein weiteres Szenario „Kampf der Kuriere“ hinzugefügt. Das DLC etabliert im Spiel das 1874 errichtete Weltpostsystem und gewährt einer Siedlung beträchtliche Boni.
Die Erweiterung Aufstieg der Neuen Welt stellt den Abschluss der vierten Season dar und erschien Ende 2022. Der Fokus liegt auf der namensgebenden Neuen Welt. Es wird eine zusätzliche Insel eingeführt, die in ihrer Größe mit dem Kap Trelawney aus Gesunkene Schätze vergleichbar ist, und auf der der Bau eines Staudamms möglich ist, der die gesamte Insel mit Energie versorgt und keine Eingangswaren benötigt. Außerdem werden neben den Jornaleros und Obreros die Artistas als weitere Bevölkerungsschicht eingeführt mit erweiterten Grund- und Luxusbedürfnissen wie z. B. Ventilatoren und Motorroller. Auch hier begleitete ein Szenario („Stolz und Marktanteil“) den DLC.

### Kosmetische Erweiterungen
Über die Jahre sind für das Grundspiel zudem weitere kleine, kostenpflichtige Erweiterungen erschienen, welche dem Spiel zwar keine neuen Funktionen, aber ergänzende Schmuckelemente hinzufügen:
- Weihnachtspaket
- Lichter-der-Stadt-Paket
- Jahrmarktpaket
- Flottendekor-Paket
- Fußgängerzonen-Paket
- Belebte-Städte-Paket
- Saisonale-Dekorationen-Paket
- Industriegebiet-Paket
- Altstadt-Paket
- Drachengarten-Paket
- Fiesta-Paket
- Nationalpark-Paket[10]
- Gruselpaket[11]
- Steampunk-Paket
- Piratenbucht-Paket

Zudem war kurzzeitig das Mini-Paket Pflanze Einen Baum verfügbar, das nur ein Ornament enthielt und als Wohltätigkeitsaktion Geld für Aufforstungsprojekte sammeln sollte. Nach einiger Zeit wurde das Baumornament dem Hauptspiel hinzugefügt; der Zusatzinhalt ist nicht mehr käuflich erwerbbar.

## Synchronisation
Die Lokalisierung erfolgte durch die 4-Real Intermedia GmbH in Offenbach.
| Rolle                     | Deutscher Sprecher        |
| ------------------------- | ------------------------- |
| Anno-Erzähler             | Bodo Henkel               |
| Aarhant                   | Tobias Brecklinghaus      |
| Admiral Vincente Silva    | Stéphane Bittoun          |
| Alonso Gravez             | Daniel Welbat             |
| Anne Harlow               | Elisabeth-Marie Leistikow |
| Artur Gasparov            | Hans-Jörg Karrenbrock     |
| Bente Jorgensen           | Lara Trautmann            |
| Beryl O’Mara              | Sylvia Heid               |
| Captain                   | Christian Jungwirth       |
| Carl Leonard von Malching | Michael Deckner           |
| Edvard Goode              | Erik Borner               |
| George Smith              | Thomas Balou Martin       |
| Hannah Goode              | Antje von der Ahe         |
| Isabel Sarmento           | Daniela Bette-Koch        |
| Jean la Fortune           | Thomas Dehler             |
| Lady Margaret Hunt        | Petra Glunz-Grosch        |
| Princess Qing             | Nora Jokhosha             |
| Sir Archibald Blake       | Axel Gottschick           |
| Willie Wibblesock         | Oliver Wronka             |

## Veröffentlichung
Anno 1800 wurde erstmals im Rahmen der Spielemesse Gamescom im Jahr 2017 der Öffentlichkeit präsentiert und angekündigt. In diesem Rahmen wurde auch das Programm Anno Union ins Leben gerufen. Entwickler Ubisoft Blue Byte Mainz wollte damit engagierten Spielern die Möglichkeit geben, auf die Entwicklung des Spiels Einfluss zu nehmen. So sollen beispielsweise Einblicke in die Entwicklung und frühes Gameplay gewährt werden und kommende Funktionen teilweise von der Spielerbasis ausgewählt werden können. Um eine solche Einflussnahme der Spieler zu ermöglichen, wurde das Spiel in einem vergleichsweise frühen Stadium der Entwicklung angekündigt.
Anno 1800 kam am 16. April 2019 auf den Markt, sieben Wochen später als im August 2018 angekündigt. Seit dem 8. Dezember 2022 ist Anno 1800 für Windows auch via Steam erhältlich, nachdem es 2019 kurz vor Verkaufsstart aufgrund eines Exklusiv-Deals mit dem Epic Games Store von der Plattform entfernt wurde. Am 16. März 2023 erschien Anno 1800 für Xbox Series X/S und PlayStation 5.

## Rezeption

### Kritiken
Die im Spiel nur am Rande behandelte Sklaverei- und Kolonialismusthematik sorgte für Diskussionen über die Geschichtsvermittlung des Spiels. Bereits lange vor der Veröffentlichung äußerte sich Blue Bytes Creative Director Dirk Riegert bezüglich der Sklaverei im 19. Jahrhundert dahingehend, dass diese damals nicht mehr allzu relevant gewesen sei und somit zwar auftauchen, jedoch keine zentrale Rolle spielen werde. Er begründete dies damit, dass sich die Spieler durch eine solche Spielmechanik unwohl fühlen könnten. Tatsächlich finden sich Verweise auf die Thematik nur in Beschreibungstexten im Spiel. Der Historiker Jürgen Zimmerer kritisierte, dass Anno 1800 als historische Simulation die Sklavereithematik quasi aus der Geschichte ausblenden würde. Felix Zimmermann vom Arbeitskreis Geschichtswissenschaft und Digitale Spiele deutete an, dass ein Spiel dieser Reichweite die Geschichtsbilder einer Gesellschaft beeinflussen könne. Ebenfalls verwies Jürgen Zimmerer auf die im Spiel vorkommenden Jornaleros und Obreros, also die Bevölkerung der vom Spieler erschlossenen Kolonien, welche praktisch Zwangsarbeit leisten müssten.

### Auszeichnungen
Bereits ein halbes Jahr vor Veröffentlichung wurde Anno 1800 auf der Gamescom 2018 als bestes PC-Spiel honoriert. Beim Deutschen Entwicklerpreis 2019 wurde das Spiel in den Kategorien Bestes Deutsches Spiel, Bestes Gamedesign, Beste Grafik und Bester Sound ausgezeichnet. Für The Game Awards 2019 war das Spiel in der Kategorie Bestes Strategiespiel (Best Strategy Game) nominiert.
Anno 1800 gewann den Deutschen Computerspielpreis 2020 in den Kategorien Bestes Deutsches Spiel und Bestes Gamedesign.

## Trivia
Der in allen Anno-Teilen von Ubisoft vertretene Jorgensen-Clan wird in Anno 1800 durch Bente Jorgensen vertreten. Die sympathische und beliebte Wildkonservatorin, Philanthropin und Vorsitzende der Jorgensen-Stiftung wird von Lara Trautmann gesprochen, die auch in der deutschen Fassung von Anno 2205 Sam Beaumont sprach.
Neben den Musikstücken des Streichorchesters im Musikpavillon nehmen einige auswählbare Spielerwappen Bezug auf frühere Spiele der Anno-Serie.

## Soundtrack
Tilman Sillescu, seit über zwölf Jahren musikalischer Leiter für die Anno-Reihe, produzierte den Soundtrack des Spiels mit dem Brandenburgischen Staatsorchester in Frankfurt (Oder) unter der Leitung von Bernd Ruf. Er wurde zusätzlich als Musikstreaming und auf Schallplatte veröffentlicht.